# Рябиновка (Увинский район)
Рябиновка (удм. Штангурт) — деревня в Увинском районе Удмуртии, входит в Красносельское сельское поселение.

## География
Находится в 34 км к юго-востоку от посёлка Ува и в 42 км к западу от Ижевска.

## История
В 1964 г. Указом Президиума ВС РСФСР деревня Штангурт переименована в Рябиновку.

## Население
| 2010 | 2012 |
| ---- | ---- |
| 95   | ↘94  |